# Purest Feeling
Purest Feeling es un bootleg de la versión original del demo de Pretty Hate Machine, álbum debut de la banda de rock industrial Nine Inch Nails, que fue grabado en los estudios Right Track en noviembre de 1988 por Trent Reznor mientras el trabajaba como técnico allí. Este fue lanzado en CD en 1994 por Hawk Records. 
El sonido es más luminoso (y en algunos casos más feliz) que en la versión final de Pretty Hate Machine; varias canciones presentan más trabajo de guitarra y percusión, además del uso de samples de películas. "Slate" es una introducción instrumental a "Sanctified". "Maybe Just Once" y "Purest Feeling" son disponibles únicamente en este bootleg. "Kinda I Want To" es reminescente al house. "Twist" es una versión primaria de "Ringfinger," presentando diferentes letras y menos uso de samples. El álbum entero conecta cada track con el siguiente. 
Purest Feeling también presenta las letras completas de la versión final de las canciones más tarde lanzadas en Pretty Hate Machine; Reznor quiso imprimir las letras completas en el booklet de Pretty Hate Machine para conservar algunos de los significados originales de las canciones. 
Material de Purest Feeling fue interpretado en vivo en 1988 en los primeros shows de la banda, como banda soporte de Skinny Puppy en el tour VIVIsectVI. 
El arte de tapa del álbum es el mismo que el de Broken con la "n" remplazada por tres imágenes de Reznor en vivo. 

## Lista de temas
Todas las canciones fueron escritas por Trent Reznor.
1. "Slate (Intro)" – 2:21
2. "Sanctified" – 5:31
3. "Maybe Just Once" – 5:16
4. "The Only Time" – 5:12
5. "Kinda I Want To" – 4:48
6. "That's What I Get" – 4:39
7. "Purest Feeling" – 2:57
8. "Twist" – 5:48
9. "Down In It" – 6:20